# Майса-Пока
Майса-Пока (англ. Maisa-Phoka) — одна з місцевих громад, що розташована в районі Лерібе, Лесото. Населення місцевої громади у 2006 році становило 12 630 осіб.